# Phyllachora fici-obscurae
Phyllachora fici-obscurae är en svampart som beskrevs av Koord. 1907. Phyllachora fici-obscurae ingår i släktet Phyllachora och familjen Phyllachoraceae.   Inga underarter finns listade i Catalogue of Life.